# Paskal Sotirovski
Paskal Sotirovski (Mavrovo i Rostuše, 23 novembre 1927 – Parigi, 20 febbraio 2003) è stato un astrofisico macedone.

## Biografia e carriera
Nato a Vrben, un villaggio del comune di Mavrovo i Rostuše, Sotirovski ha frequentato la scuola elementare in Macedonia, nel villaggio natale. Successivamente ha continuato gli studi in Serbia, prima  a Gornji Milanovac dove ha frequentato le tre classi della scuola media e poi a Belgrado, dove si è diplomato alla Scuola magistrale. Dopo il diploma ha lavorato per alcuni anni come insegnante di scuola elementare a Bela Crkva, un villaggio del comune di Krivogaštani. Nel 1950 si è iscritto alla Facoltà di Filosofia e al Dipartimento di Fisica dell'Università dei Santi Cirillo e Metodio di Skopje. Si è laureato nel 1956 e ha iniziato a insegnare fisica a Skopje al liceo Josip Broz Tito.
Nel 1961, Sotirovski è stato assunto come assistente di astrofisica presso la Facoltà di Scienze Naturali e Matematica di Skopje ed è stato mandato a specializzarsi in Francia all'Università di Parigi. Nel 1964 si è laureato in astrofisica. Nel 1971 ha conseguito il dottorato di ricerca in fisica solare con il massimo dei voti. 
Dopo il dottorato, Sotirovski ha lavorato all'Osservatorio di Parigi, occupandosi principalmente della radiazione solare e dell’emissione dei neutrini. Tra i risultati del suo lavoro scientifico c'è la pubblicazione delle tavole degli spettri delle molecole biatomiche presenti sulla superficie del Sole. Sotiroski è stato membro del Centro nazionale francese di ricerca scientifica e del Dipartimento francese di astronomia solare e planetaria. Nel 1991 è stato eletto membro dell'Accademia Macedone delle Scienze e delle Arti. I suoi lavori scientifici sono stati pubblicati in diverse riviste e periodici. In aggiunta all'attività svolta in Francia, Sotirovski ha tenuto lezioni e conferenze in America, Giappone, Russia e India. Oltre alla sua lingua madre, Sotirovski era in grado di parlare inglese, francese, tedesco e russo. 
Pur essendo vissuto per molti anni a Parigi, Sotirovski non ha interrotto i legami con la nazione di origine. Negli anni novanta ha fondato una fondazione che porta il suo nome e sostiene finanziariamente i giovani macedoni di talento.